# Raskrižje Tihovo
Raskrižje Tihovo est une localité de Croatie située dans la municipalité de Delnice, dans le comitat de Primorje-Gorski Kotar. En 2001, la localité comptait 5 habitants.

## Démographie
| 1948 | 1953 | 1961 | 1971 | 1981 | 1991 | 2001 |
| ---- | ---- | ---- | ---- | ---- | ---- | ---- |
| 52   | 49   | 39   | 25   | 15   | 16   | 5    |